# Tercera Via
Die Tercera Via (TV; deutsch Dritter Weg) ist eine politische Partei in Andorra, aktueller Vorsitzender ist Josep Pintat Forné.

## Geschichte
Tercera Via wurde 2018 in Hinblick auf ein Wahlbündnis bei nationalen Wahlen mit der konservativen Unió Laurediana gegründet. Tercera Via und Unió Laurediana erreichten bei der Parlamentswahl 2019 zusammen mit unabhängigen Kandidaten 10,4 % der gültigen Stimmen und vier Mandate. Davon gingen zwei an Unió Laurediana.
Im Februar 2023 erklärten Tercera Via und Unió Laurediana bei der anstehenden Nationalwahl nicht anzutreten.

## Wahlergebnisse
| Jahr                  | Stimmen | Anteil | Mandate | Platz |
| --------------------- | ------- | ------ | ------- | ----- |
| Parlamentswahl 2019 1 | 1.853   | 10,4 % | 2 / 28  | 4.    |